# João Pereira
João Pedro da Silva Pereira, född 25 februari 1984 i Lissabon, är en portugisisk före detta fotbollsspelare som främst spelade högerback. Han har representerat Portugals landslag. 
Han blev uttagen i Portugals trupp till EM i fotboll 2012.
Den 24 maj 2012 skrev Pereira på för Valencia CF i Spanien. Han kostade 3,6 miljoner euro och skrev på ett treårskontrakt med option på ytterligare ett år.